# NGC 1813
NGC 1813 je otvoreni skup u zviježđu Stolu. 

## Vanjske poveznice
- SEDS: NGC 1813